# Буддійські чотки

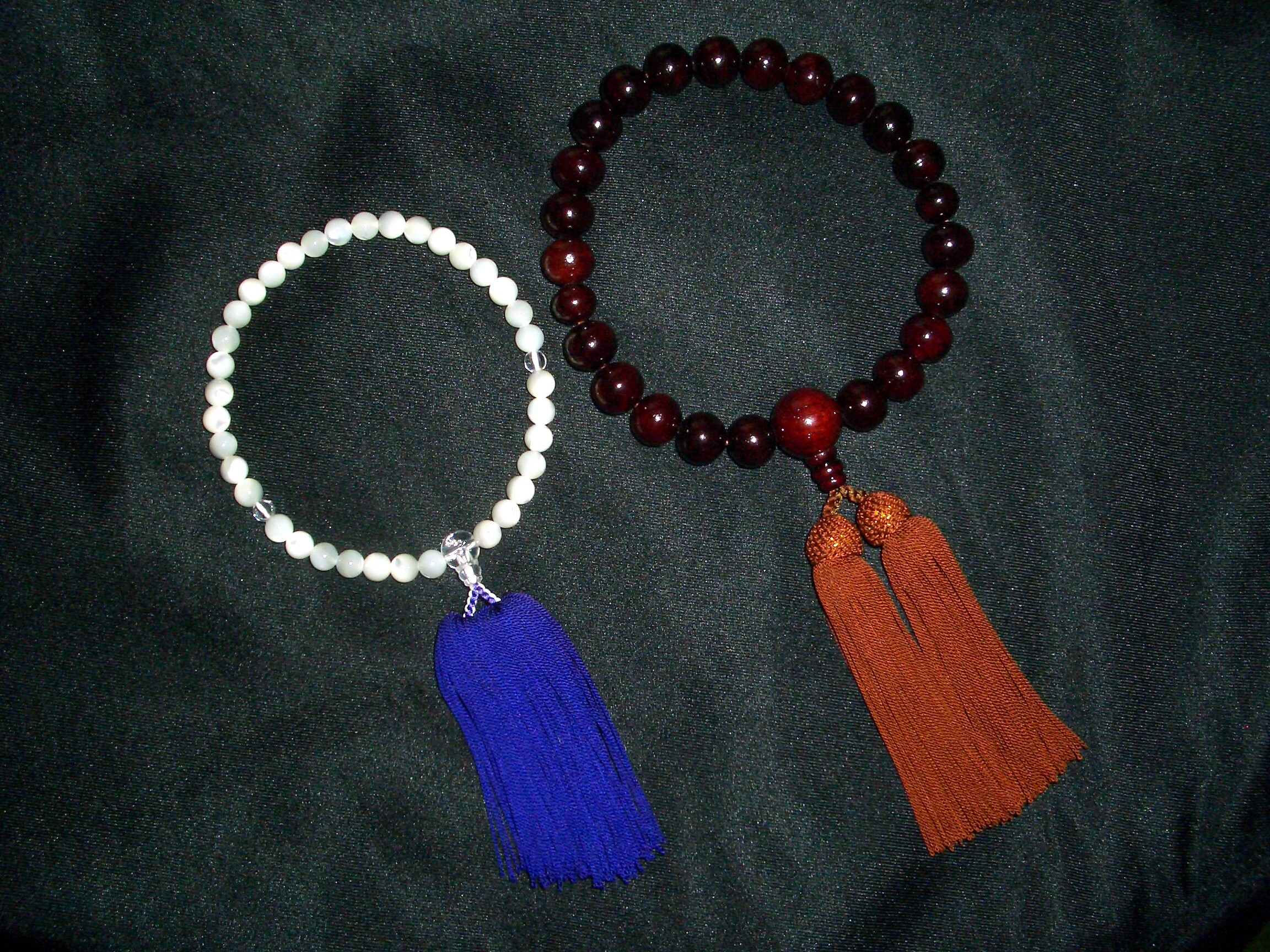
Буддійські чотки, Японія

Буддійські чотки, мала (санскр. माला мала, тибет. འཕྲེང་བ་ тренгва, обидва слова перекладаються як гірлянда) — культова приналежність, інструмент для підрахунку мантр, виконаних ритуалів і поклонів. Однак у буддизмі чотки грають ще і роль предмета, в якому кодифікована інформація, пов'язана з основними філософськими і практичними аспектами Вчення Будди. Відомі з III століття.

## Конструкція

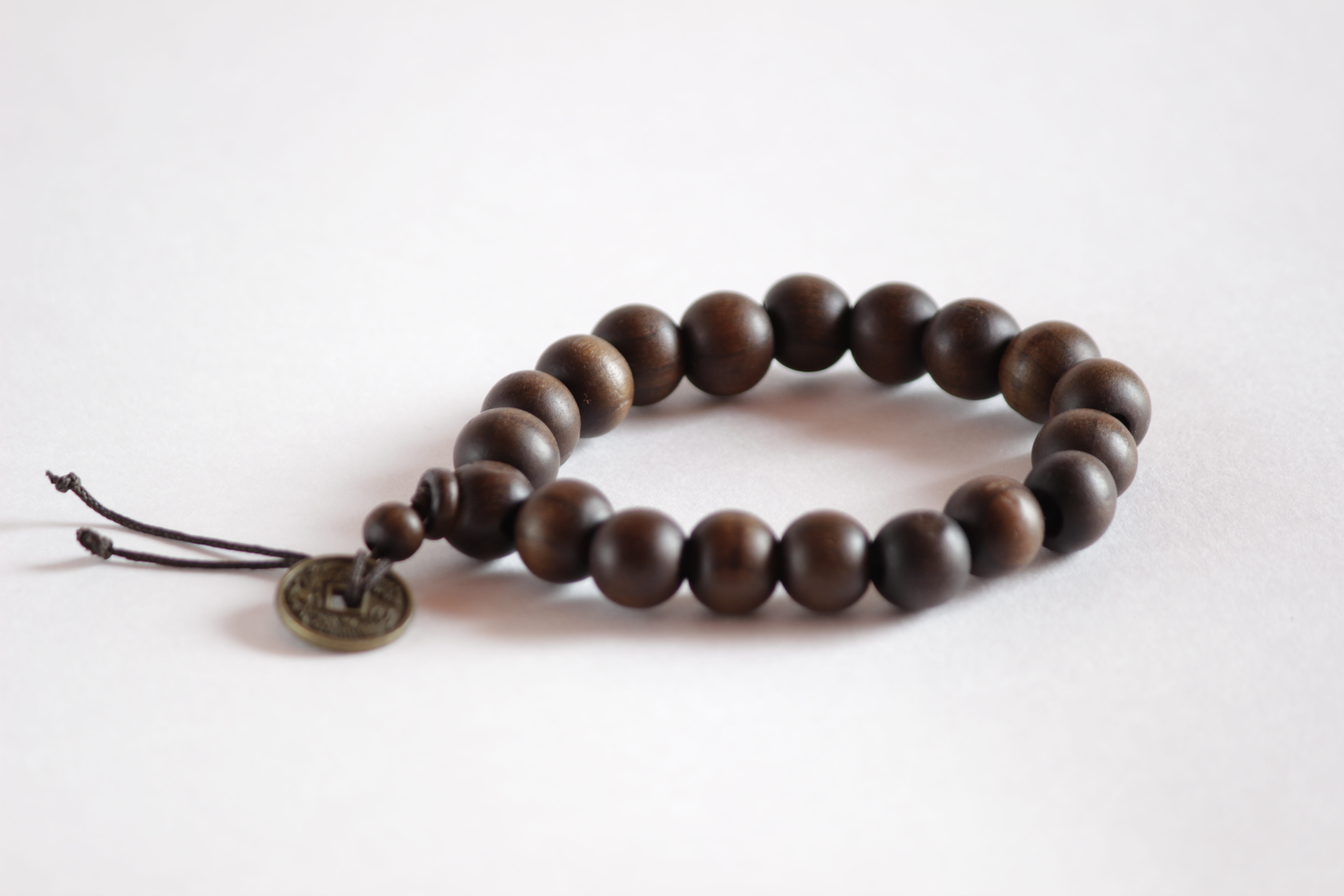
Буддійські чотки

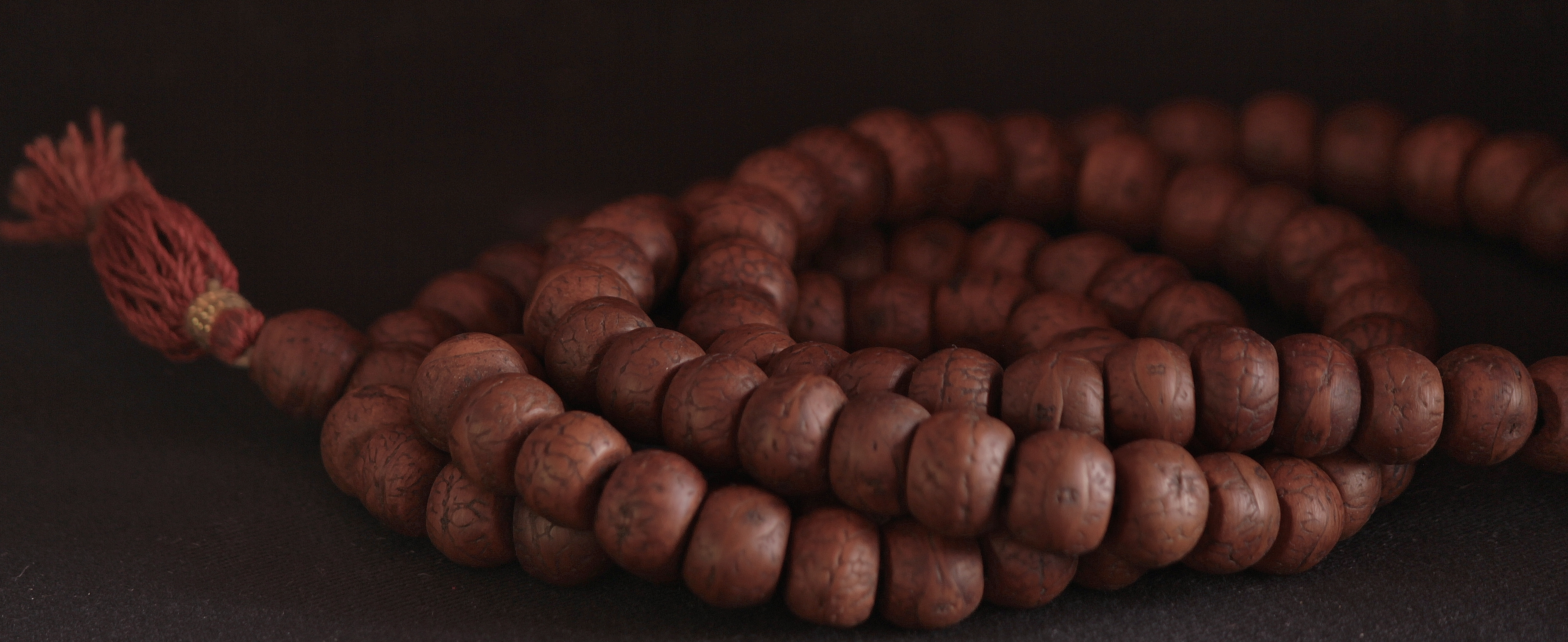
Буддійські чотки

За конструкцією близькі чоткам інших релігійних і містичних практик. Складаються з намистин, нанизаних на нитку, кінці ниток об'єднуються, утворюючи кільце. Чотки можуть завершуватися додатковою намистиною, яку увінчує конусоподібна або циліндрична сережка, до неї часто прикріплюють «хвіст» з ниток.

### Кількість намистин
Найчастіше в буддійських чотках 108 зерен, але можуть застосовуватися і чотки з іншим числом намистин, яке зазвичай кратне 108: 54, 36, 27, 18 або 21. Чотки зі 108 зернами часто мають роздільники-сережки після 36-ї та 72-ї намистини (або такі, що відрізняються від інших 36 і 72 намистин). Чотки з 18 зернами в честь 18 аргатів — учнів Будди, 21 зерно — на честь 21 форми богині Тари, 32 зерна — для відліку 32 переваг або ознак Будди.

### Матеріал
Так, наприклад, послідовниками тибетської гілки буддизму вважається, що чотки з ялівцю мають властивість відлякувати злих духів і усувати шкідливі впливи; такими ж властивостями володіють чотки з червоного коралуу та темно-синього лазуритуу.
Чотки з сандалового дерева, гірського кришталю і перлів служать для заспокоєння та усунення хвороб.
Золоті, срібні, мідні, бурштинові, зроблені з насіння лотоса або дерева бодгі — збільшують тривалість життя, сприяють розвитку мудрості і збільшення духовних заслуг. Чотки з кришталю, сандалу, лотосового насіння або насіння бодгі рекомендуються також при проведенні практики підношення-пуджі всім милостивим (мирним) Ідамам (аспектів Просвітлення) і Гуру-йоги.
Для містичних практик, особливо пов'язаних з гнівними ідамами, використовують чотки з ялівцю, чорного або червоного дерева, кісток, чорного кришталю, агата, чорного корала.
Ченці-воїни іноді носять залізні чотки, використовуючи їх, у разі необхідності, як підручну зброю.
Зустрічаються також чотки, виконані з зав'язаних особливим чином вузликів. При цьому кожен вузлик зав'язується з читанням певних мантр, молитов і виконанням особливих споглядань.
Особливо цінуються послідовниками буддійської традиції Ваджраяни («Алмазної» або Таємної Колісниці) чотки, виготовлені з кісток лобової частини людського черепа. На виготовлення таких чоток йде 108 черепів, що можливо лише в умовах Тибету, де традиційно трупи померлих не закопують в землю (через відсутність такої в горах) і не спалюють (через відсутність дерева), а залишають у спеціальних місцях, де трупи швидко розкльовуються гірськими грифами, після яких від трупа залишається лише череп і кістки. Оскільки такі чотки — велика рідкість, то частіше зустрічаються просто кістяні чотки (з кісток людини або тварин), кожна намистина яких виконана у формі мініатюрного черепа.

## Символіка

### Кількість намистин
Класична кількість намистин в буддійських чотках рівна 108. Проте, зустрічаються чотки і з іншою кількістю намистин. У будь-якому випадку — кількість намистин кодифікує певні положення Вчення. Так, наприклад, 108 намистин класичних чоток символізує 108 пологів бажань (санскр.: танха), що затьмарюють дух людини:
- бажання, пов'язані з шістьма органами почуттів: зором, дотиком, нюхом, смаком, слухом і розумом (6);
- відносно предметів минулого, теперішнього і майбутнього (3);
- до об'єктів внутрішніх і зовнішніх(2);
- три способи прояву: в думках, словах і вчинках (3).

Звідси — канонічні числа буддизму: 6 × 3 = 18; 18 × 2 = 36; 36 × 3 = 108.
12 сузір'їв зодіакального кола (екліптики) × 9 планет = 108. Є й інші розшифровки числа 108, однак, ця — найпоширеніша. Чотки діляться додатковою великою намистиною (109-ою), яку увінчує конусоподібна або циліндрична намистина. Велика намистина символізує Мудрість-праджню, а конус — Метод-упайя. Найчастіше 36-та і 72-та намистини також робляться трохи більшого розміру або іншої форми.

### «Хвіст»
З циліндричної намистини виходить «хвіст» з ниток, колір яких часто пов'язаний з прийнятими обітницями в традиції тієї чи іншої буддійської Школи. Так, наприклад, чорний колір може означати прийняття мирських обітниць (санскр.: упасака, тиб.: генен), червоний колір — початкові чернечі обітниці, послушник (санскр.: шраманера, тиб.: гецул), жовтий — повні обітниці чернецтва (санскр.: бгікшу, тиб.: гелонг). «Хвіст» може бути подвійний — в цьому випадку одна з його частин символізує Практику Заслуг, а друга — Практику Мудрості; або ж вони можуть символізувати, відповідно, стан Ясності — шаматхі та Прозріння — віпаш'яни. Те, що обидві частини виходять з однієї намистини — символізує єдність-недуалізм.
Чотки, використовувані адептами Ваджраяни, набагато складніші і по своїй символіці і по процесу виготовлення. Часто такі чотки грають ще й роль своєрідного розпізнавального знака для посвячених, вказуючи на рівень і тип духовної практики господаря чоток.
На додаток до загальної символіки класичних чоток, ваджраянські чотки, особливо у присвячених в практики гнівних ідамів, часто виконуються у формі черепів, що символізує тлінність світу або Практику тлінності. У формі черепів можуть бути як всі намистини, так і тільки розділові — 36-та, 72-га і 109-та. Може бути виконана у формі потрійного черепа і тільки одна велика, 109-а, намистина. У цих випадках три черепа позначають ще й три головних затьмарення-"отрути" свідомості: пристрасть, злість і незнання.
Підстава чоток (в районі «хвоста» або замість нього) часто прикрашається одним з тантричних символів із заліза, бронзи, срібла або золота. З цього символу можна приблизно визначити тип тантр, які практикує власник чоток. Найчастіше в якості такого символу зустрічається ваджра, як загальний символ Ваджраяни чи дхармачакра — як символ Вчення Будди взагалі. Гридуг частіше носять лами (як символ відсікання всякого затьмарення) і присвячені практики гнівних ідамів; металеве дзеркало — практики системи Дзогчен; пурбу — присвячені практики ідама Ваджракілаї і т. д.
Нанизуються ваджраянські чотки на шнур, сплетений з 5 різнокольорових ниток: білого, синього, жовтого, червоного і зеленого кольорів. Ці нитки символізують п'ять аспектів Просвітлення, виражених фігурами п'яти Пробуджених-Татхагат: Вайрочаною, Акшобх'єю, Ратнасамбхавою, Амітабгою і Амогхасіддхи. Під час плетіння шнура читаються склади-біджи і проводиться спеціальна візуалізація цих Татхагат. Вважається, що таким чином шнур заряджає їх енергією. П'ять ниток можуть бути пов'язані і з практикою-мандалом того чи іншого ідама — в цьому випадку, відповідно, змінюються мантри і візуалізації. Іноді шнур складається з 9 ниток — в цьому випадку вони символізують ідама Ваджрадхару і вісім головних бодгісаттв.
Крім центрального «хвоста» ваджраянські чотки можуть мати ще два, після 36-ї і 72-ї намистин (в цьому випадку ці намистини не відрізняються від інших ні формою, ні розміром). Кожен з цих «хвостів» протягується через п'ять дрібних намистин або дисків. Два «хвоста» символізують Практику Заслуг і Практику Мудрості, а дрібні намистини — десять Досконалостей-параміт, перші п'ять з яких відносяться до Заслуг, а наступні п'ять — до Мудрості. Часто зустрічається й інший варіант, коли всі десять дрібних намистин нанизують на головний «хвіст».
Після виготовлення чотки освячуються Вчителем-ламою або самим адептом шляхом проведення особливого обряду. Такі чотки знаходять особливі магічні і енергетичні властивості, захищають їх господаря і сприяють його тантричним практикам. Ці чотки забороняється передавати стороннім особам, ставитися до них недбало або нешанобливо. Якщо чотки приходять в непридатність (стираються намистини або шнур), то їх заново освячують при ремонті або ж спалюють з читанням мантр. Часто паломники залишають свої чотки, на яких вони нарахували 108 тисяч або більше мантр у святих місцях. Вважається, що в цьому випадку плоди від виконаних практик зростають, що цілком зрозуміло, враховуючи той зв'язок, який встановлюється між чотками та їх власником у результаті систематичних практик.
Чотки великих Вчителів-лам, що прославилися своєю святістю і духовними силами, замуровують у ступи або фундаменти храмів під час їх спорудження, вкладають у статуї Будди та ідамів, поміщають на вівтарях як реліквії. Часто чотки передаються від учителя до учня з покоління в покоління як символ духовної спадкоємності.